# آندرسون اولیویرا آلمیدا
آندرسون اولیویرا آلمیدا (به پرتغالی: Anderson Oliveira Almeida do Ó) مدافع اهل برزیل است که در شهر ریودو ژانیرو و در تاریخ ۱۴ دسامبر ۱۹۸۰ به دنیا آمده‌است.
آندرسون اولیویرا آلمیدا در تیم‌های فوتبال Madureira سابقهٔ حضور دارد.